# Camerota
Camerota – miejscowość i gmina we Włoszech, w regionie Kampania, w prowincji Salerno.
Według danych na rok 2004 gminę zamieszkiwały 6583 osoby, 94 os./km².

## Miasta partnerskie
- Cittiglio, Francja